# Matrisers teckenkaraktär
Inom matematiken anger teckenkaraktären hos en matris {\displaystyle A} vilka tecken {\displaystyle v^{*}Av} ({\displaystyle v^{*}} är det hermiteska konjugatet till {\displaystyle v}) antar för alla vektorer {\displaystyle v}.
Om {\displaystyle A} är en {\displaystyle n\times n} matris och {\displaystyle v\in \mathbb {C} ^{n}} säger man att {\displaystyle A} är:
- Positivt definit om

{\displaystyle v^{*}Av>0\,} för alla {\displaystyle v\in \mathbb {C} ^{n}\setminus \{0\}}.
- Positivt semidefinit om

{\displaystyle v^{*}Av\geq 0} för alla {\displaystyle v\in \mathbb {C} ^{n}\setminus \{0\}}.
- Negativt definit om

{\displaystyle v^{*}Av<0\,} för alla {\displaystyle v\in \mathbb {C} ^{n}\setminus \{0\}}.
- Negativt semidefinit om

{\displaystyle v^{*}Av\leq 0} för alla {\displaystyle v\in \mathbb {C} ^{n}\setminus \{0\}}.
- Indefinit om {\displaystyle A} varken är positivt eller negativt semidefinit

## Att avgöra teckenkaraktär
Det finns flera sätt att avgöra en matris teckenkaraktär.

### Egenvärden
Om {\displaystyle A} är en diagonaliserbar matris och alla egenvärden är positiva är {\displaystyle A} positivt definit. Om alla egenvärden är negativa är matrisen negativt definit. Om minst ett egenvärde är noll, men de nollskilda egenvärdena har samma tecken är matrisen semidefinit. Om egenvärdena har olika tecken är matrisen indefinit.

### Sylvesters kriterium
Enligt Sylvesters kriterium är en matris {\displaystyle A} positivt definit om och endast om varje determinant till delmatriserna uppifrån till vänster (inkluderat matrisen själv) är positiv.
Exempelvis kan man avgöra om matrisen nedan är positivt definit:
{\displaystyle A={\begin{pmatrix}2&1&1\\1&1&0\\-3&0&1\end{pmatrix}}}
För att avgöra detta betraktar vi de övre vänstra delmatriserna:
{\displaystyle \det {A_{1}}=|2|=2}
{\displaystyle \det {A_{2}}={\begin{array}{|cc|}2&1\\1&1\end{array}}=2-1=1}
{\displaystyle \det {A}={\begin{array}{|ccc|}2&1&1\\1&1&0\\-3&0&1\end{array}}=2-1-(-3)=4}
{\displaystyle \det {A_{1}},\det {A_{2}}\det {A}>0} och alltså är {\displaystyle A} positivt definit.